# Codice ATC J01
Il codice ATC J01 "Antibiotici per uso sistemico" è un sottogruppo del sistema di classificazione Anatomico Terapeutico e Chimico, un sistema di codici alfanumerici sviluppato dall'OMS per la classificazione dei farmaci e altri prodotti medici. Il sottogruppo J01 fa parte del gruppo anatomico J, farmaci antinfettivi ad uso sistemico.
Codici per uso veterinario (codici ATCvet) possono essere creati ponendo la lettera Q di fronte al codice ATC umano: QJ01...  I codici ATCvet senza corrispondente codice ATC umano sono riportati nella lista seguente con la Q iniziale.
Numeri nazionali della classificazione ATC possono includere codici aggiuntivi non presenti in questa lista, che segue la versione OMS.

## J01A Tetracicline

### J01AA Tetracicline
J01AA01 Demeclociclina
J01AA02 Doxiciclina
J01AA03 Clortetraciclina
J01AA04 Limeciclina
J01AA05 Metaciclina
J01AA06 Ossitetraciclina
J01AA07 Tetraciclina
J01AA08 Minociclina
J01AA09 Rolitetraciclina
J01AA10 Penimepiciclina
J01AA11 Clomociclina
J01AA12 Tigeciclina
J01AA20 Combinazioni di tetracicline
QJ01AA53 Clortetraciclina, combinazioni
J01AA56 Ossitetraciclina, combinationi

## J01B Amfenicoli

### J01BA Amfenicolo
J01BA01 Cloramfenicolo
J01BA02 Tiamfenicolo
J01BA52 Tiamfenicolo, combinazioni
QJ01BA90 Florfenicolo
QJ01BA99 Amfenicoli, combinazioni

## J01C Antibiotici beta-lattamici, penicillina

### J01CA Penicilline ad ampio spettro
J01CA01 Ampicillina
J01CA02 Pivampicillina
J01CA03 Carbenicillina
J01CA04 Amoxicillina
J01CA05 Carindacillina
J01CA06 Bacampicillina
J01CA07 Epicillina
J01CA08 Pivmecillina
J01CA09 Azlocillina
J01CA10 Mezlocillina
J01CA11 Mecillinam
J01CA12 Piperacillina
J01CA13 Ticarcillina
J01CA14 Metampicillina
J01CA15 Talampicillina
J01CA16 Sulbenicillina
J01CA17 Temocillina
J01CA18 Etacillina
J01CA19 Aspoxicillina
J01CA20 Combinazioni
J01CA51 Ampicillina, combinazioni

### J01CE Penicilline sensibili alle beta-lattamasi
J01CE01 Benzilpenicillina
J01CE02 Fenossimetilpenicillina
J01CE03 Propicillina
J01CE04 Azidocillina
J01CE05 Feneticillina
J01CE06 Penamecillina
J01CE07 Clometocillina
J01CE08 Benzatina benzilpenicillina
J01CE09 Procaina benzilpenicillina
J01CE10 Benzatina fenossimetilpenicillina
J01CE30 Combinazioni
QJ01CE90 Penetamato idroiodide
QJ01CE91 Benetamina penicillina

### J01CF Penicilline beta-lattamasi resistenti
J01CF01 Dicloxacillina
J01CF02 Cloxacillina
J01CF03 Meticillina
J01CF04 Oxacillina
J01CF05 Flucloxacillina
J01CF06 Nafcillina

### J01CG Inibitori delle beta-lattamasi
J01CG01 Sulbactam
J01CG02 Tazobactam

### J01CR Combinazioni di penicilline, inclusi gli inibitori delle beta-lattamasi
J01CR01 Ampicillina e enzima inibitore
J01CR02 Amoxicillina e enzima inibitore
J01CR03 Ticarcillina e enzima inibitore
J01CR04 Sultamicillina
J01CR05 Piperacillina e enzima inibitore
J01CR50 Combinazioni di penicilline

## J01D Altri antibiotici beta-lattamici

### J01DB Cefalosporine di prima generazione
J01DB01 Cefalexina
J01DB02 Cefaloridina
J01DB03 Cefalotina
J01DB04 Cefazolina
J01DB05 Cefadrossile
J01DB06 Cefazedone
J01DB07 Cefatrizina
J01DB08 Cefapirina
J01DB09 Cefradina
J01DB10 Cefacetrile
J01DB11 Cefroxadina
J01DB12 Ceftezolo

### J01DC Cefalosporine di seconda generazione
J01DC01 Cefoxitina
J01DC02 Cefuroxima
J01DC03 Cefamandolo
J01DC04 Cefaclor
J01DC05 Cefotetan
J01DC06 Cefonicid
J01DC07 Cefotiam
J01DC08 Loracarbef
J01DC09 Cefmetazolo
J01DC10 Cefprozil
J01DC11 Ceforanide
J01DC12 Cefminox
J01DC13 Cefbuperazone
J01DC14 Flomoxef

### J01DD Cefalosporine di terza generazione
J01DD01 Cefotaxime
J01DD02 Ceftazidime
J01DD03 Cefsulodin
J01DD04 Ceftriaxone
J01DD05 Cefmenoxima
J01DD06 Latamoxef
J01DD07 Ceftizoxima
J01DD08 Cefixime
J01DD09 Cefodizima
J01DD10 Cefetamet
J01DD11 Cefpiramide
J01DD12 Cefoperazone
J01DD13 Cefpodoxima
J01DD14 Ceftibuteno
J01DD15 Cefdinir
J01DD16 Cefditoren
J01DD17 Cefcapene
J01DD51 Cefotaxime, combinazioni
J01DD54 Ceftriaxone, combinazioni
J01DD62 Cefoperazone, combinazioni
QJ01DD90 Ceftiofur
QJ01DD91 Cefovecina
QJ01DD99 Ceftiofur, combinazioni

### J01DE Cefalosporine di quarta generazione
J01DE01 Cefepima
J01DE02 Cefpirome
J01DE03 Cefozopran
QJ01DE90 Cefquinome

### J01DF Monobattami
J01DF01 Aztreonam
J01DF02 Carumonam

### J01DH Carbapenemi
J01DH02 Meropenem
J01DH03 Ertapenem
J01DH04 Doripenem
J01DH05 Biapenem
J01DH51 Imipenem e enzima inibitore
J01DH55 Panipenem e betamipron

### J01DI Altre cefalosporine e penems
J01DI01 Ceftobiprole medocaril
J01DI02 Ceftaroline fosamil
J01DI03 Faropenem
J01DI54 Ceftolozano e inibitori enzimatici

## J01E Sufonamidi e trimetoprim
I Sottogruppi J01EA–E sono inclusi solamente nella classificazione ATC umana.

### J01EA Trimetoprim e derivati
J01EA01 Trimetoprim
J01EA02 Brodimoprim
J01EA03 Iclaprim

### J01EB Sulfonamidi a breve azione
J01EB01 Sulfaisodimidina
J01EB02 Sulfametizolo
J01EB03 Sulfadimidina
J01EB04 Sulfapiridina
J01EB05 Sulfisossazolo
J01EB06 Sulfanilamide
J01EB07 Sulfatiazolo
J01EB08 Sulfatiourea
J01EB20 Combinazioni

### J01EC Sulfonamidi ad azione intermedia
J01EC01 Sulfametossazolo
J01EC02 Sulfadiazina
J01EC03 Sulfamoxolo
J01EC20 Combinazioni

### J01ED Sulfonamidi ad azione prolungata
J01ED01 Sulfadimetoxina
J01ED02 Sulfalene
J01ED03 Sulfametomidina
J01ED04 Sulfametoxidiazina
J01ED05 Sulfametoxipiridazina
J01ED06 Sulfaperina
J01ED07 Sulfamerazina
J01ED08 Sulfafenazolo
J01ED09 Sulfamazon
J01ED20 Combinazioni

### J01EE Combinazioni di sulfonamidi e trimethoprim, inclusi derivati
J01EE01 Sulfametossazolo e trimethoprim
J01EE02 Sulfadiazina e trimethoprim
J01EE03 Sulfametrolo e trimethoprim
J01EE04 Sulfamoxolo e trimethoprim
J01EE05 Sulfadimidina e trimethoprim
J01EE06 Sulfadiazina e tetroxoprim
J01EE07 Sulfamerazina e trimethoprim

### QJ01EQ Sulfonamidi
QJ01EQ01 Sulfapirazolo
QJ01EQ02 Sulfametizolo
QJ01EQ03 Sulfadimidina
QJ01EQ04 Sulfapiridina
QJ01EQ05 Sulfafurazolo
QJ01EQ06 Sulfanilamide
QJ01EQ07 Sulfatiazolo
QJ01EQ08 Sulfafenazolo
QJ01EQ09 Sulfadimetoxina
QJ01EQ10 Sulfadiazina
QJ01EQ11 Sulfametossazolo
QJ01EQ12 Sulfacloropiridazina
QJ01EQ13 Sulfadossina
QJ01EQ14 Sulfatroxazolo
QJ01EQ15 Sulfametoxipiridazina
QJ01EQ16 Sulfazuinoxalina
QJ01EQ17 Sulfamerazina
QJ01EQ18 Sulfamonometossina
QJ01EQ19 Sulfalene
QJ01EQ21 Sulfacetammide
QJ01EQ30 Combinazioni di sulfonamidi
QJ01EQ59 Sulfadimetossina, combinazioni

### QJ01EW Combinazioni di sulfonamidi e trimetoprim, inclusi derivati
QJ01EW03 Sulfadimidina e trimethoprim
QJ01EW09 Sulfadimetossina e trimethoprim
QJ01EW10 Sulfadiazina e trimethoprim
QJ01EW11 Sulfametossazolo e trimethoprime
QJ01EW12 Sulfacloropiridazina e trimethoprim
QJ01EW13 Sulfadoxina e trimethoprim
QJ01EW14 Sulfatroxazolo e trimethoprim
QJ01EW15 Sulfametoxipiridazina e trimethoprim
QJ01EW16 Sulfaquinoxalina e trimethoprim
QJ01EW17 Sulfamonometossina e trimethoprim
QJ01EW18 Sulfamerazina e trimethoprim
QJ01EW30 Combinazioni di sulfonamidi e trimethoprim

## J01F Macrolidi,lincosamidi e streptogrammine

### J01FA Macrolidi
J01FA01 Eritromicina
J01FA02 Spiramicina
J01FA03 Midecamicina
J01FA05 Oleandomicina
J01FA06 Roxitromicina
J01FA07 Josamicina
J01FA08 Troleandomicina
J01FA09 Claritromicina
J01FA10 Azitromicina
J01FA11 Miocamicina
J01FA12 Rokitamicina
J01FA13 Diritromicina
J01FA14 Fluritromicina
J01FA15 Telitromicina
QJ01FA90 Tilosina
QJ01FA91 Tilmicosina
QJ01FA92 Tilvalosina
QJ01FA93 Kitasamicina
QJ01FA94 Tulatromicina
QJ01FA95 Gamitromicina
QJ01FA96 Tildipirosina

### J01FF Lincosamidi
J01FF01 Clindamicina
J01FF02 Lincomicina
QJ01FF52 Lincomicina, combinazioni

### J01FG Streptogramine
J01FG01 Pristinamicina
J01FG02 Quinupristina-Dalfopristina
QJ01FG90 Virginiamicina

## J01G Antibiotici amminoglucosidi

### J01GA Streptomicine
J01GA01 Streptomicina
J01GA02 Streptoduocina
QJ01GA90 Diidrostreptomicina

### J01GB Altri amminoglicosidi
J01GB01 Tobramicina
J01GB03 Gentamicina
J01GB04 Kanamicina
J01GB05 Neomicina
J01GB06 Amikacina
J01GB07 Netilmicina
J01GB08 Sisomicina
J01GB09 Dibekacina
J01GB10 Ribostamicina
J01GB11 Isepamicina
J01GB12 Arbekacina
J01GB13 Bekanamicina
QJ01GB90 Apramicina
QJ01GB91 Framicetina
QJ01GB92 Paromomicina

## J01M Chinoloni antibiotici
Nell' ATCvet, questo sottogruppo è chiamato "QJ01M chinoloni e chinossalina antibiotici".

### J01MA Fluorochinoloni
J01MA01 Ofloxacina
J01MA02 Ciprofloxacina
J01MA03 Pefloxacina
J01MA04 Enoxacina
J01MA05 Temafloxacina
J01MA06 Norfloxacina
J01MA07 Lomefloxacina
J01MA08 Fleroxacina
J01MA09 Sparfloxacina
J01MA10 Rufloxacina
J01MA11 Grepafloxacina
J01MA12 Levofloxacina
J01MA13 Trovafloxacina
J01MA14 Moxifloxacina
J01MA15 Gemifloxacina
J01MA16 Gatifloxacina
J01MA17 Prulifloxacina
J01MA18 Pazufloxacina
J01MA19 Garenoxacina
J01MA21 Sitafloxacina
QJ01MA90 Enrofloxacina
QJ01MA92 Danofloxacina
QJ01MA93 Marbofloxacina
QJ01MA94 Difloxacina
QJ01MA95 Orbifloxacina
QJ01MA96 Ibafloxacina
QJ01MA97 Pradofloxacina

### J01MB Altri chinoloni
J01MB01 Rosoxacina
J01MB02 Acido nalidixico
J01MB03 Acido piromidico
J01MB04 Acido pipemidico
J01MB05 Acido oxolinico
J01MB06 Cinoxacina
J01MB07 Flumequina
J01MB08 Nemonoxacina

### QJ01MQ Chinossaline
QJ01MQ01 Olaquindox

## J01R Combinazioni di antibiotici

### J01RA Combinazioni di antibiotici
J01RA01 Penicilline, combinazioni con altri antibiotici
J01RA02 Sulfonamidi, combinazioni con altri antibiotici (escluso trimethoprim)
J01RA03 Cefuroxima e metronidazolo
J01RA04 Spiramicina e metronidazolo
J01RA05 Levofloxacina e ornidazolo
J01RA06 Cefepima e amikacina
J01RA07 Azithromicina, fluconazolo e secnidazolo
J01RA08 Tetraciclina e oleandomicina
J01RA09 Ofloxacina e ornidazolo
J01RA10 Ciprofloxacina e metronidazolo
J01RA11 Ciprofloxacina e tinidazolo
J01RA12 Ciprofloxacina e ornidazolo
J01RA13 Norfloxacina e tinidazolo
QJ01RA90 Tetracicline, combinazioni con altri antibiotici
QJ01RA91 Macrolidi, combinazioni con altri antibiotici
QJ01RA92 Amfenicoli, combinazioni con altri antibiotici
QJ01RA94 Lincosamidi, combinazioni con altri antibiotici
QJ01RA95 Polimixine, combinazioni con altri antibiotici
QJ01RA96 Chinoloni, combinazioni con altri antibiotici
QJ01RA97 Aminoglicosidi, combinazioni  con altri  antibiotici

### QJ01RV Combinazioni di antibiotici e altre sostanze
QJ01RV01 Antibiotici e corticosteroidi

## J01X Altri antibiotici

### J01XA Glicopeptidi antibiotici
J01XA01 Vancomicina
J01XA02 Teicoplanina
J01XA03 Telavancina
J01XA04 Dalbavancina
J01XA05 Oritavancina

### J01XB Polimixine
J01XB01 Colistina
J01XB02 Polimixina B

### J01XC Antibiotici steroidei
J01XC01 Acido fusidico

### J01XD Imidazolo derivati
J01XD01 Metronidazolo
J01XD02 Tinidazolo
J01XD03 Ornidazolo

### J01XE Nitrofurano derivati
J01XE01 Nitrofurantoina
J01XE02 Nifurtoinolo
J01XE03 Furazidina
J01XE51 Nitrofurantoina, combinazioni
QJ01XE90 Furazolidina

### QJ01XQ Pleuromutilina
QJ01XQ01 Tiamulina
QJ01XQ02 Valnemulina

### J01XX Altri antibiotici
J01XX01 Fosfomicina
J01XX02 Xibornolo
J01XX03 Clofoctolo
J01XX04 Spectinomicina
J01XX05 Esametilentetrammina
J01XX06 Acido mandelico
J01XX07 Nitroxolina
J01XX08 Linezolid
J01XX09 Daptomicina
J01XX10 Bacitracina
QJ01XX55 Esametilentetrammina, combinazioni
QJ01XX93 Furaltadone
QJ01XX95 Novobiocina